# Sremska fronta
Sremska fronta je bila borišče druge svetovne vojne v Sremu na Hrvaškem od jeseni 1944 do 1945. Po osvoboditvi Beograda se je tu Narodnoosvobodilna vojska Jugoslavije borila proti silam osi in ob velikih izgubah prebila fronto.
Potem ko so jugoslovanski partizani in Rdeča armada v beograjski ofenzivi pregnali Nemce iz Beograda, so umikajoči se Wehrmacht in hrvaške oborožene sile uporabili fortifikacije za zaščito umika nemške armadne skupine E z Balkana. S pomočjo sovjetskih zaveznikov so partizani (takrat že priznani kot jugoslovanska vojska), ki so se jim pridružile bolgarske in italijanske sile, bili težko zimsko kampanjo in se 12. aprila 1945 končno prebili skozi fronto.

## Zgodovina
Oktobra 1944 se je nemška vojska umikala iz južne Srbije in Beograda ter so jo Narodnoosvobodilna vojska in Rdeča armada preganjale dalje proti zahodu in kmalu osvobodili tudi vzhodni Srem. Sovražnik se je končno ustavil na črti od madžarske meje pri Barču po Dravi, prek Vukovarja in Šida na Savo in Drino do njenega zgornjega toka. Od tam je fronta tekla čez Hercegovino na planine Vranico, Radušo, Mosor in Staretino ter čez Karlobag na Jadransko morje. Fronta severno od Save, t. i. sremska fronta, je bila urtjena črta s strelskimi jarki, bunkerji in drugimi fortifikacijskimi sistemi ter z velikimi silami na obeh straneh, južneje pa so bile utrjene le posamezne ključne točke. Od 1. januarja so bile na fronti tri jugoslovanske armade, in to 3. armada na severu, 1. armada v sredini in 2. armada na jugu, deloma že v Bosni. Rdeča armada in bolgarska vojska sta se že decembra 1944 premestili na Madžarsko. Najhujši boji na sremski fronti so bili januarja pri Opatovcu in marca pri Donjem Miholjcu in Valpovem na Dravi ter aprila na srednjem odseku, ko je jugoslovanska armada prebila fronto in krenila v poslednji pohod za osvoboditev zahodnega dela Jugoslavije. Sremsko fronto sta 16. februarja in nekaj dni zatem ločeno obiskala maršala Josip Broz - Tito in Harold Alexander.

## Spominski park
Koncem 80-tih let 20. stoletja je bil v Adaševcih pri Šidu odprt spominski park Sremski front, ki predstavlja monumentalno spominsko-muzejsko celoto. Na posebnih zidovih so postavljene bronaste pločice z imeni vseh padlih, tako jugoslovanskih, kakor tudi  sovjetskih, italijanskih in bolgarskih vojakov. Imena padlih so razvrščena po enotah katerim so pripadali. Zaključek spomeniškega parka pa predstavlja stiliziran bunker v kateren je  bogata muzejska zbirka.